# Mycomya dentata
Mycomya dentata är en tvåvingeart som beskrevs av Fisher 1937. Mycomya dentata ingår i släktet Mycomya och familjen svampmyggor. Inga underarter finns listade i Catalogue of Life.